# Lycaon
Lycaon je rod šelem (Carnivora) z čeledi psovití (Canidae).

## Taxonomie
V rodu Lycaon dnes existuje pouze jediný druh – Lycaon pictus (pes hyenovitý), který se dále rozčleňuje do pěti poddruhů:
- Lycaon pictus pictus, Temminck, 1820
- Lycaon pictus lupinus, Thomas, 1902
- Lycaon pictus somalicus, Thomas, 1904
- Lycaon pictus sharicus, Thomas & Wroughton, 1907
- Lycaon pictus manguensis, Matschie, 1915

Druhým druhem z rodu je vyhynulý Lycaon sekowei z období pliocénu a pleistocénu, jenž se vyskytoval v oblastech jižní Afriky.